# Antikleia (Tochter des Diokles)
Antikleia (altgriechisch Ἀντίκλεια Antíkleia) ist in der griechischen Mythologie die Tochter des Diokles, des Königs von Pharai.
Sie ist die Schwester der Zwillingsbrüder Krethon und Orsilochos, die beide im Trojanischen Krieg fallen, und die Gattin von Machaon, dem Sohn des Asklepios. Von Machaon hat sie die Söhne Gorgasos und Nikomachos.